# Dune: Chronicles of the Imperium
Dune : Chronicles of the Imperium est un jeu de rôle adapté de l’univers du Cycle de Dune de Frank Herbert.

## Histoire éditoriale
Ce jeu fut produit à 900 exemplaires avant la GenCon de 1998. C’est alors que Wizards of the Coast racheta Last Unicorn Games. Le jeu fut publié mais aucune suite ne fut donnée à la gamme, pour des raisons de droits, et il n’y eut pas de réimpression.
De ce fait, Dune : CotI est un objet de collection et se vend très cher entre connaisseurs.

## Univers
L’univers est celui du cycle de Dune. On y trouve des descriptions détaillées de plusieurs planètes peu connues, comme Chusuk, et des précisions pointues sur les autres.

## Système

### Le personnage
Un personnage a cinq traits (Physique, Coordination, Charisme, Intellect, Prescience) chacun doté de deux edges (ce que l’on peut traduire par atout, en fait des spécialités : ainsi Physique se partage entre Force et Constitution). Il a aussi un ensemble de compétences, elles aussi dotées de spécialisations, et divers traits (avantages et défauts). Enfin, il a des points de Karama qui servent comme jokers (un personnage débutant en a trois).
La création de personnage se fait par étapes. Tout d’abord on choisit la Maison souveraine du personnage : un serviteur, même lointain, des Harkonnen diffère ainsi d’un fidèle des Atréides. Le jeu propose aussi les Corrinos, les Moritanis et les Tseida (une Maison de diplomates cultivés, qui n’apparaît pas dans les romans). Puis on détermine les expériences de jeunesse du personnage (noble, paysan, esclave, élève du Bene Gesserit, etc.). Enfin on lui confère les traits de sa formation professionnelle comme mentat, maître d’armes …
Une création complète avec 130 points est aussi possible.

### Tests
Pour faire un test, le joueur lance autant de dés que le trait, plus la spécialisation du trait, plus l’éventuelle spécialisation de compétence. L’un des dés est un dé dramatique (comme le dé libre de Star Wars) qui peut indiquer un échec ou une réussite critique, ou une complication.
Le joueur prend le meilleur score (la somme des deux meilleurs si le dé dramatique donne 6) et y ajoute sa compétence. Si le score final dépasse la difficulté (entre 3 et 10), c’est un succès ; mais un 1 sur le dé dramatique peut signifier une victoire à la Pyrrhus. On peut ajouter des points de Karama après le jet, chaque point ajoute 1 au score mais ils ne reviennent pas facilement.
Ce système a le défaut d’obliger souvent à recalculer son total de dés, ce qui lui ôte beaucoup de dynamisme, et de gommer le niveau réel des spécialistes (puisque les dés de spécialités ne sont pas toujours gardés).

### Sous-systèmes
Le système de combat est très détaillé pour rendre compte des styles martiaux des duellistes et du Bene Gesserit. Il faut un avantage spécial pour avoir accès aux manœuvres d’escrime, un autre pour les manœuvres de bouclier, et un dernier pour l’Art Étrange Bene Gesserit. Chaque action ou réaction a un coût en points d'action, planifier sa séquence est donc crucial — ce qui rend bien le caractère raffiné des duels, par exemple. Une fois qu’on a épuisé ses points d'action, on ne peut plus attaquer ; on peut encore déclarer des réactions de défense, mais au prix d’une difficulté croissante.
Les blessures sont gérées par des niveaux de santé dotés de cases, à la manière du Livre des Cinq Anneaux.
La partie la plus originale du jeu est celle sur les Maisons mineures elles-mêmes, traitées comme des personnages à part entière. Il y en a six types, du Champion (fidèle jusqu'à la mort) à l'Agent dormant (traître actif). Plus que leurs personnages, les joueurs sont censés jouer la Maison elle-même, un peu comme on joue les Alliances dans Ars Magica.
Le jeu permet des projets de Maison (House agendas) : entre deux scénarios, un personnage peut jouer en quelques jets de dés des programmes de plusieurs mois, engageant les ressources de sa Maison. Un Maître d'armes supervisera l’entraînement de ses troupes, un maître assassin une campagne de Kanly... Cela ne remplace pas les aventures mais on évite ainsi les « solos » où un seul joueur monopolise le meneur de jeu.